# مبرهنة ليوفيل (ميكانيك هاملتوني)

مبرهنة ليوفيل مبرهنة رياضياتية للعالم والرياضياتي الفرنسي جوزيف ليوفيل وهي مبرهنة رياضية تعطي معادلة تربط بين تطور حجم volume مجموعة نقاط مبدئية (initial condition) لنظام معين (system) في الزمن وهذا الحجم.

## الحجم في فضاء يتجاوز بعده 3
لنفرض أنه لدينا مجموعة نقاط {\displaystyle X} حجم هذه المجموعة في فضاء بعده n يمكن فهمه على أنه دالة نسميها {\displaystyle \rho } من ال {\displaystyle R^{n}\rightarrow R} وهي دالة تنسب لكل مجموعة من حجمها. ومن البديهي أنه على هذه الدالة أن تكون موجبة دائما حيث أنه لا وجود لحجم سالب. وبهذا يكون حجم المجموعة {\displaystyle X}:
{\displaystyle Vol_{\rho }\left(X\right)=\int _{X}\rho (x)dx}

## مبرهنة ليوفيل
فلنفرض أنه لدينا النظام التالي:
{\displaystyle {\dot {x}}=f(x)}
و مجموعة من النقاط البدئية {\displaystyle X} يمكن أن ننسب لها حجما
{\displaystyle Vol_{\rho }\left(X\right)}
و إذا فرضنا أن {\displaystyle \varphi _{t}\left(X\right)} هي مجموعة حلول النظام the set of the flows فإن مبرهنة ليوفيل تقول ما يلي:
{\displaystyle \left.{\frac {\partial }{\partial t}}Vol_{\rho }\left(\varphi _{t}\left(X\right)\right)\right|_{t=0}=Vol_{div\left(\rho f\right)}\left(X\right)}
حيث {\displaystyle div=\nabla }